# アリックスパートナーズ
アリックスパートナーズ (AlixPartners) は、1981年に米国デトロイトで創業し、現在はニューヨークに本社を置くアメリカの戦略コンサルティングファーム。
AlixPartnersは少数精鋭のシニアチームを組成し、戦略的ビジョンと実際の業界経験を組み合わせ、平時ではなく有事、つまり「転機」や「難局」に直面した企業に対して「目に見える成果」を実現するための支援に特化している点で他のコンサルティング会社と一線を画す。
企業価値向上・企業再生を得意分野としており、ターンアラウンド領域におけるグローバルリーディングファームである。米国ではコダック、ワールドコム、Kマート、ゼネラルモーターズ、欧州ではエアバス、ABB等、日本では日本航空といった企業の再建に取り組んだ実績で知られている。
AlixPartnersはもともとは破綻した企業の再建に取り組んできたが、その後「破綻を避けるための予防型の再生」や「新たな成長軌道を確立するためのバリューアップ型の再生」、「成長加速のためのトップライン改革や買収実行」などに取り組み、企業経営における重大局面での複雑かつ高難度な課題解決に従事するコンサルティングファームとしてグローバルで多数の実績を積み重ねている。今日では企業再生が収益に占める割合は全体の3割ほどで、残りは健全な企業が直面している「転機」や「難局」を解決している。
支援内容は、元々の強みであるターンアラウンド＆リストラクチャリングのほか、業績改善、リスクアドバイザリー（エコノミックコンサルティング、不正調査、移転価格など）、デジタル(Cyber DD、リスク評価、デジタル戦略など）、コーポレートストラテジー＆トランスフォーメーション(経営陣の能力評価、組織設計や組織の有効性評価、企業文化の変革など)までに拡大している。
現在、世界各国に27拠点（北米、南米、欧州、アジア（東京・上海・香港・ソウル・シンガポール））有り、グローバルで2,800名を超えるプロフェッショナルがサービスを提供している。

## 歴史
1981年にジェイ・アリックスにより米国デトロイトで創業。
ジェイ・アリックスは危機に直面している企業の再生・リストラクチャリングという、従来のコンサルティングファームがカバーしていなかった領域の事業を展開。創業の翌年にはエレクトリカル・スペシャルティーズ社の事業再生を成し遂げ、世界で初めて企業再生事業のコンサルティングサービス化に成功した。
企業再生・リストラクチャリング業界の先駆者として、AlixPartnersは「CRO（Chief Restructuring Officer：最高リストラクチャリング責任者）」「再生チーム」「成功報酬」といった新しいコンセプト、プラクティスを次々に導入し、業界のリーダーとしての地歩を固めると同時に、業界全体の向上にも貢献した。特に米国の連邦破産法11条に基づくコダック、ワールドコム、Ｋマート、ゼネラルモーターズといった大規模再生案件でも実績を上げ、世界的に高い知名度と評価を獲得、業界トップの地位を不動のものとしていった。

## 日本支社
- 所在地: 東京都千代田区丸の内2-4-1 丸の内ビルディング33階
- 2005年、事業再生と倒産再建の法と実務の第一人者として知られる高木新二郎先生の尽力のもと東京オフィスを設立
- 東京オフィス設立後15年以上経過し、産業界、金融業界、投資ファンド、法律事務所等から高い認知度と実績を構築している
  - ライブドア (2007年)、日本航空 (2010年)の破綻に伴う再建支援により、日本においてもその地位を確立。その他、日本電気の米国上場廃止問題への対応、ニイウスコーの民事再生法下での事業譲渡並びに会社清算、東芝の米原子力子会社であるウェスチングハウスの支援の実績が公知（ロイター通信等のメディア）となっている。
- 現在、日本代表として、植地 卓郎が務めている
  - 日本代表(歴代)
    - 西浦裕二（元三井住友信託銀行株式会社顧問）
    - 松本洋（元ベネッセコーポレーション社外取締役）
    - 平野博文（株式会社KKRジャパン代表取締役社長）
    - 深沢政彦（ふくおかフィナンシャルグループ取締役(社外)）
    - 野田努（ニュートン・インベストメント・パートナーズ株式会社）

- プロフェッショナル
  - EI：戦略コンサルティングファーム、事業会社、投資ファンドの経験を持つプロフェッショナルが中心。
  - FAS：エコノミスト、米国公認会計士、米国NY州弁護士の経験を持つプロフェッショナルが中心。
  - 最近は若手採用にも積極的。

## ランキング/受賞履歴
- Best Firm to Work For (2023: Consulting magazine)
- Best Firm to Work For (2022: Consulting magazine)
- Best Places to Work for LGBTQ Equality(2022: Human Rights Campaign Foundation)
- Best Firm to Work For(2021: Consulting magazine)
- Best Places to Work for LGBTQ Equality(2020: Human Rights Campaign Foundation)
- Best Firm to Work For(2020: Consulting magazine)
- 2020 Rising Stars of the Profession for "Excellence in Leadership"(2020: Consulting magazine)
- Ranked number one in the "Turnaround & Restructuring" category (Swiss Management Consultant Ranking 2019)
- 2020 Women Leaders in Technology for "Excellence in Client Service" (Consulting Magazine)
- One of the Best Management Consulting Firms (2018 : Forbes)
- Turnaround of the Year - Mega Award (2016:Turnaround Management Association)
- Transaction of the Year - Large Company(2016:Turnaround Management Association)

## 支援内容
- Performance Improvement
  - 全社構造改革プログラム
  - M&A支援：DD、PMI、カーブアウト
  - 企業収益性向上：売上向上、コスト削減
  - オペレーション改善

- Turnaround & Restructuring
  - Chapter 11 支援
  - キャッシュマネジメント
  - 事業計画レビュー
  - 財務リストラクチャリング

- Investigations, Dispute, and Risk
  - 不正調査・フォレンジック会計
  - 国際仲裁及び訴訟コンサルティング
  - 独禁・競争政策対応
  - 経済分析・バリュエーション
  - 電子訴訟・eディスカバリー
  - 移転価格コンサルティング

- Digital
  - IT主導の経営改革・改善プログラム
  - IT戦略、ITデューデリジェンス

- Leadership
  - 経営陣アセスメントと後継者計画
  - チェンジマネジメント、組織デザイン
  - 企業文化改革

## 主な出身者
- 西浦裕二（元アクサ損害保険株式会社取締役会長）
- 石坂弘紀（元株式会社ライブドアホールディングス代表取締役社長）
- 平野博文（株式会社KKRジャパン代表取締役社長、立憲民主党所属の衆議院議員 平野博文とは同姓同名の別人。）
- 松本洋（株式会社APIコンサルタンツ代表取締役社長、ベネッセコーポレーション社外取締役）
- 榊淳（株式会社一休代表取締役社長）
- 呉哲民（野村キャピタル・パートナーズ株式会社　マネージングディレクター）
- 古市知元（IG証券株式会社　代表取締役社長 ＆ CEO）
- 金澤明彦（株式会社ベルシステム24ホールディングス　取締役）
- 稲積憲（トランスコスモス株式会社　取締役 専務執行役員）
- 木谷哲夫（京都大学　教授）
- 森澤篤（アリナミン製薬株式会社　代表取締役社長）
- 男澤一郎（株式会社ミスミグループ本社　常務取締役 CFO）
- 植田統（青山東京法律事務所　弁護士）
- 餅田信一（MBKパートナーズ（朝鮮語版、英語版）　オペレーティングパートナー）
- 久保研介 (慶應義塾大学 商学部 准教授)
- 前川 智範 (元第一屋製パン株式会社 代表取締役社長)

## 主なレポート
- ディスラプション・インデックス2022[2]
- グローバル自動車業界アウトルック2022[3]
- 国内製薬企業の企業価値向上に向けた打ち手の方向性[4]

## 主な出版物
- 『企業再生プロフェッショナル』(アリックスパートナーズ 署 日本経済新聞出版 )
- 『プロフェッショナル・リーダー 　難局を突破する「９つのスキル」』　(野田努　署 ダイヤモンド社出版)
- 『事業再生研究叢書20　米国、欧州諸国、シンガポールにおける事業再生の実務』（事業再生研究機構、第1部 Part1-2、「米国での事業再生における債権者の関与」を執筆）